# Amalda depressa
Amalda depressa is een slakkensoort uit de familie van de Ancillariidae. De wetenschappelijke naam van de soort werd in 1859 voor het eerst geldig gepubliceerd door George Brettingham Sowerby II.